# Mănăstirea Vitovnița
Mănăstirea Vitovnița (în sârbă Manastir Vitovnica) este o mănăstire a Bisericii Ortodoxe Sârbe închinată Adormirii Maicii Domnului. 
Se află în partea de est a Serbiei, în Episcopia de Braničevo, în Munții Homolie, pe malul drept al râului Vitovnița, la circa 10 km est de orășelul Petrovac na Mlavi.

## Înființarea
Mănăstirea a fost construită de regele sârb Ștefan Milutin Nemanjić după victoria repurtată în anul 1291 asupra răzvrătiților bulgari Drman și Kudelin, care fuseseră fortificați la cca 10 km de locul în care ulterior va fi înălțată mănăstirea.
Drman și Kudelin transformaseră ținutul Braničevo într-un fel de cuib de războinici din care făceau incursiuni în regiunile megieșe.
Prin construirea ctitoriei sale, Sfântul Milutin și-a confirmat victoria asupra răzvrătiților.
Istoricul Mihailo Riznić scria în anul 1888: „Regele Milutin a putut ridica această mănăstire după lupta cu tătarii în 1291. Atunci se sculaseră doi răzvrătiți din ținutul Branicevului, Drman și Kudelin, asupra regelui sârb din nord, Dragutin, fratele lui Milutin. Milutin adună oaste mare și-i învinse în forță pe tătari, încât a curs sânge pe râul Mlava”.

## Mănăstirea în secolul XVI
Mănăstirea este pomenită relativ des în izvoarele sârbești și turcești abia din secolul XVI.
Conform conscripției turcești din anul 1527, în mănăstire viețuiau trei călugări, iar mănăstirea plătea un bir mare, ceea ce însemnează, probabil, că era și pe mai departe destul de avută.
Din secolul XVI s-a păstrat o vestită evanghelie.

## Evanghelia din Vitovnița

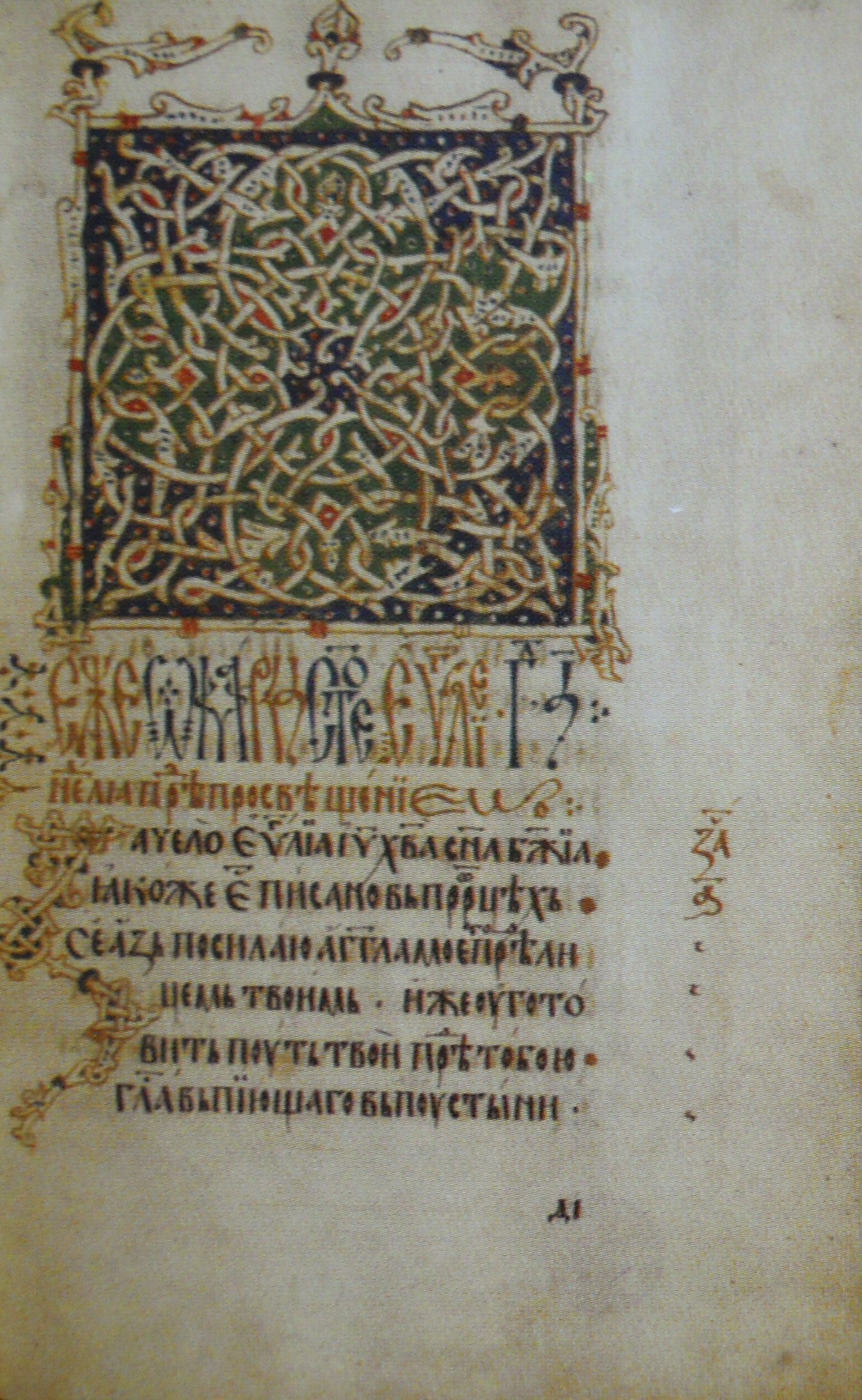
Evanghelia din Vitovnița, secolul XVI

Evanghelia din Vitovnița este manuscrisă, copiată în mănăstirea Vitovnița în prima jumătate a secolului XVI. 
Se știe cu certitudine că a fost ferecată în argint aurit în anul 1557. Lucrarea a fost executată de renumitul aurar al vremii Vuk Kondo, care a lăsat mărturie despre opera sa în partea superioară a ferecăturii. 
Evanghelia este scrisă cu cerneală neagră, iar notele mai importante sunt scrise cu aur topit. Ornamentele și inițialele sunt executate cu culorile: auriu, albastru, roșu și verde, iar propozițiile sunt despărțite între ele prin puncte aurii. Pe coperta de titlu se află cele 12 praznice, iar coperta din spate este împodobită cu Adormirea Maicii Domnului.
Fugind dinaintea turcilor în anul 1690, călugării și-au aflat noul refugiu la mănăstirea Bešenovo (Fruška gora, pe atunci parte a Austro-Ungariei); acolo și-au adus și Evanghelia.
Astăzi este păstrată în Muzeul Bisericii Ortodoxe Sârbe din Belgrad .

## Mănăstirea în secolul XVII

Paharul din Vitovnița, secolul XVII

Istoria mănăstirii în secolul XVII o putem urmări doar prin însemnările de pe cărțile mănăstirii.
Unele din ele au fost arse în Biblioteca Națională în cel de al Doilea Război Mondial.
O carte, scrisă înainte de anul 1620. se află în Biblioteca de la Kiev. Pe ea scrie: „Cartea aceasta a dăruit-o mănăstirii Vitovnica ieromonahul Nikifor”.
După Războiul Autrso-Turc mănăstirea rămâne cel mai probabil pustie iar în anul 1690 călugării trec Dunărea și se risipesc în diferite părți, dar majoritatea lor se sălăsluiește în mănăstirea Bešenovo din Fruška gora.
Din perioada aceasta s-a păstrat un pahar numit Paharul din Vitovnița confecționat în anul 1652. Toate imaginile de pe pahar sunt aurite.
Astăzi este păstrat în Muzeul Bisericii Ortodoxe Sârbe din Belgrad.

## Mănăstirea în secolul XVIII
La începutul secolului XVIII câțiva monahi s-au întors la mănăstirea Vitovnița. 
Exarhul mitropolitului din Carlovci a vizitat mănăstirea în anul 1733; pe-atunci viețuiau în mănăstire doi monahi.
În 1739, când Austria pierde din nou războiul, mănăstirea rămâne iar pustie, călugării  Vitovniței pleacă din nou la Bešenovo. Urmează pentru mănăstire zile grele. Până la Prima Răscoală Sârbă contra turcilor (1804) în izvoarele istorice mănăstirea nu mai este deloc pomenită.
Cu ocazia inventarierii la mănăstirea Bešenovo în anul 1753, avuția mănăstirii Vitovnița încă era menționată separat, dar călugării nu s-au mai întors la Vitovnița. Averea mănăstirii Vitovnița a rămas la Bešenovo până la cel de-al Doilea Război Mondial, când croații au incendiat-o și au jefuit-o.

## Mănăstirea în secolul XIX – vremea restaurării și înfloririi

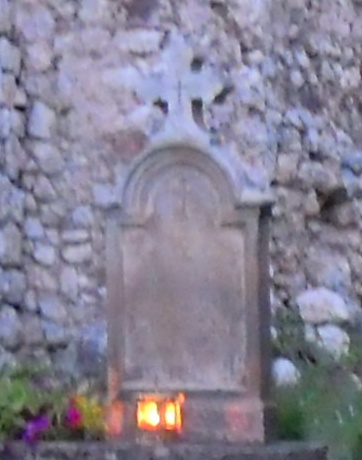
Mormântul pӑrintelui Stefan Bojović, egumenul Vitovniței.

Joakim Vujić menționează pătimirea mănăstirii din partea turcilor în vremea Primei Răscoale Sârbe. Mănăstirea este complet distrusă  și arsă, o răzbunare a turcilor pentru participarea sârbilor din ținutul respectiv în lupte de partea răsculaților.
După cea de a Doua Răscoală a Sârbilor (1815) începe restaurarea mănăstirii.
Pe la jumătatea secolului XIX, prin meritele monahilor Vitovniței Stefan (Mihajlović), Simeon (Nikolić) și mai ales Stefan (Bojović) sfântul lăcaș cunoaște o remarcabilă ascensiune. Biserica este din nou pictată în frescă în anul 1851, au fost construite trei conace și clopotnița.
Egumenul Stefan (Bojović) este considerat până astăzi ca fiind simbol al restaurării Vitovniței în secolul XIX.
Se consideră că în jurul anului 1856 a fost restaurat integral complexul mănăstirii.
Mănăstirea a progresat într-atât, încât a construit pe spesele proprii o școală elementară în satul Vitovnica în anul 1861. 

## Prima jumătate a secolului XX - vremea marii pӑtimiri
Progresul mănăstirii a fost stăvilit de împrejurările istorice din prima jumătate a secolului XX.
În perioada 1915-1918, orașul Petrovac și spațiul din jurul râului Mlava au facut parte din zona de ocupație bulgară. 
În anul 1915 bulgarii l-au dus în lagăr pe egumenul mănăstirii Isaija (Bogdanović) și acolo l-au ucis. După aceea militarii bulgari au jefuit mănăstirea Vitovnica, luând cu sine arhiva, valoroasele obiecte de cult și animalele.
Lângă peretele dinspre nord în partea centrală a bisericii se aflau moaștele unui sinait necunoscut, pe care militarii bulgari le-au jefuit.

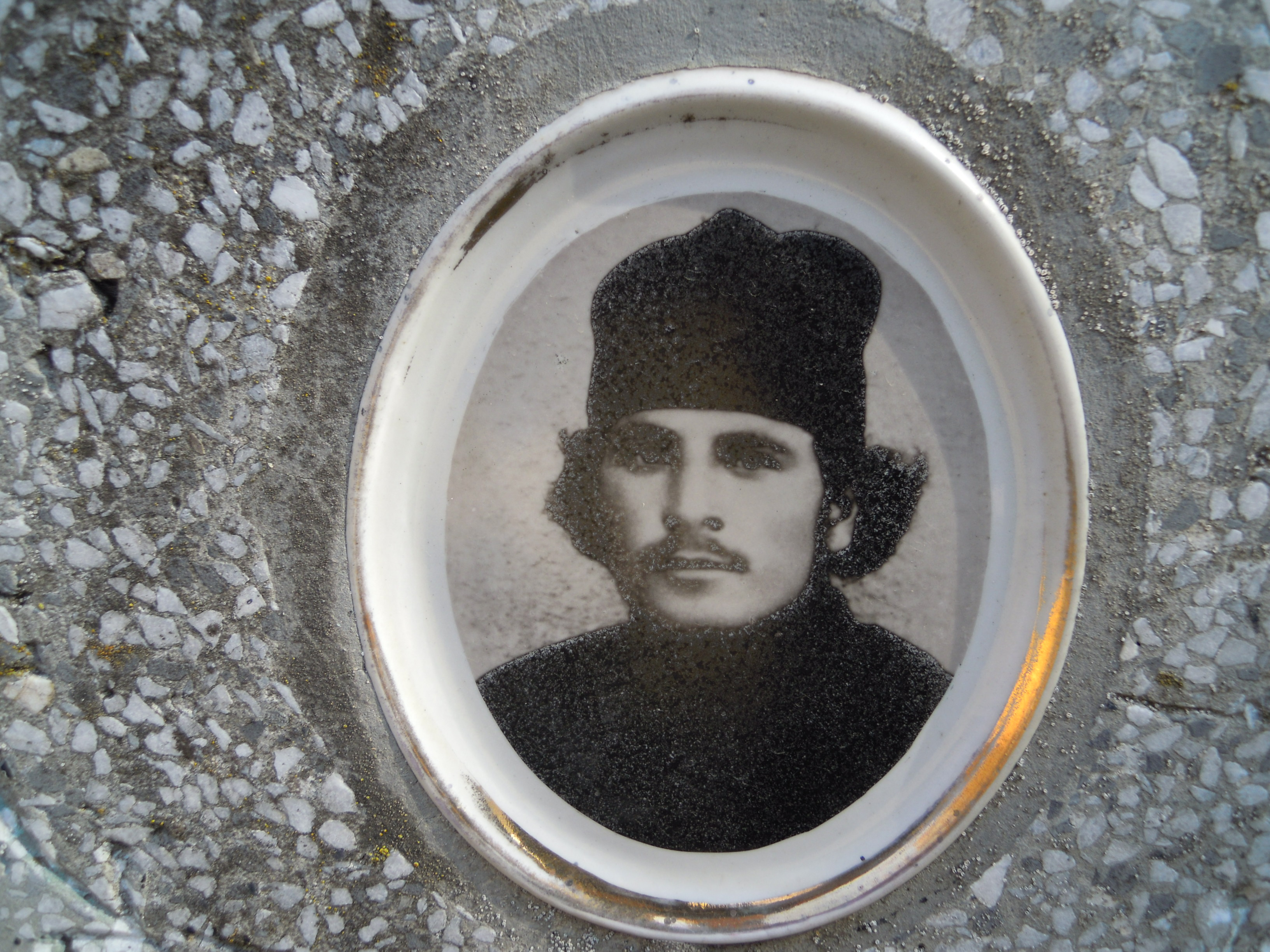
Ieromonahul Sava Marković din Vitovnița. A avut 33 de ani când a fost omorât de comuniștii din satul Vitovnița.

Mănăstirea nu reușise să se întremeze după pătimirile sub ocupație bulgară și deja au urmat noi pătimiri sub ocupație germană și comunistă.
Din cauza atacului asupra unei patrule în apropierea mănăstirii Vitovnița autoritățile germane de ocupație au hotărât să incendieze mănăstirea. Toate edificiile au fost arse, afară de biserica, la care a ars clopotnița. Toate conacele, toate clădirile economice și tot ce fusese restaurat cu mare greutate pe parcursul întregului secol XIX a fost ars de militarii germani în anul 1943. Obștea mănăstirii s-a salvat ascunzându-se în pădurile din împrejurimi; nemții l-au prins, totuși, pe ierodiaconul Avakum (Momčilović), pe care l-au condus în lagărul Banjica, unde l-au și ucis.
Instalându-se la putere în anul 1945, comuniștii din sat ucid pe ceilalți membri ai obștei și preiau prin uzurpare toată averea mănăstirii. Comuniștii îl ucid și pe egumenul Vitovniței ieromonahul Mardarije (Zdravković). Ieromonahul Sava (Marković) avea 33 de ani când a fost ucis.
Din al Doilea Război Mondial mănăstirea a ieșit fără obște și fără clădiri.

## A doua jumătate a secolului XX - începutul reînnoirii
Prin dispoziția organelor bisericești abilitate, în anul 1946, în mănăstirea pustie și arsă este trimis și numit în funcția de egumen ieromonahul Hrizostom (Pajić). În condițiile deosebit de grele, fără a avea acoperiș deasupra capului, ieromonahul Hrizostom se pune să restaureze din nou mănăstirea și lui îi aparține meritul pentru faptul că în vremurile acelea cele mai grele la Vitovnica monahismul s-a menținut.
În anul 1955 Sfântul Părinte Tadej de Vitovnica se întoarce din Kosovo în Episcopia de Braničevo și este numit egumen al mănăstirii Gornjak, nu departe de Vitovnica. Sfântul Tadej pe lângă restaurarea mănăstirii Gornjak se angajează și în restaurarea Vitovniței, iar mai târziu devine și egumenul Vitovniței.
Prin meritul egumenilor postbelici: Hrizostom (Pajić), Teodor (Arsić), Tadej (Štrbulović)  și Lazar (Ranković), cu toate pătimirile uriașe pe care le-a suferit în prima jumătate a secolului XX, mănăstirea a progresat și a fost restaurată parțial.

## Sfântul Tadei de Vitovnița
Sfântul Tadei de Vitovnița s-a născut de ziua Sfântului Apostol Toma pe data de 6 octombrie 1914, în satul Vitovnica din Serbia de Est, aflat la un kilometru distanță de mănăstire. 
În anul 1932 pleacă la mănăstirea Miljkovo și devine frate în obștea acestei  mănăstiri. Egumenul mănăstirii Miljkovo, Părintele Amvrosie (Kurganov) care a fost rus, lasă o puternică aprentă asupra Sfântului Tadej, adica fratelui de mănăstire Tomislav.
După un an de zile, în anul 1933, egumenul Amvrosie a răposat, la doar 39 de ani, iar obștea manastirii se divide. O parte dintre parinți pleacă la mănăstirea Gornjak, unde egumenul era tot rus. Acestora li se alatura și fratele Tomislav, viitorul Sfântului Tadej de Vitovnica.  
În mănăstirea Gornjak este călugărit in anul 1935, iar apoi este hirotonit ca preot în anul 1937.
Trăind alături de ruși în Miljkovo și Gornjak, a învățat bine limba rusă.
Mănăstirea Gornjak l-a trimis la mănăstirea Rakovica să absolve școala monahală care funcționa acolo.
Mănăstirea  Pećka Patrijaršija  din Kosovo a cerut in anul 1939 patriarhului Dimitrije al Serbiei să le trimită un ieromonah, fiindu-le necesar acest ajutor. Patriarhul decide să-l trimită pe ieromonahul Tadej, care era cel mai tânăr elev al școlii monahale de la mănăstirea Rakovica.
În perioada 1939-1955 s-a aflat în Kosovo cu întreruperi pe parcursul celui de al Doilea Război Mondial, când a viețuit la Vitovnica.
Din 1947 ieromonahul Tadej devine egumenul mănăstirii Pećka Patrijaršija.
Autorităṭile de stat îi îngreunează petrecerea în Kosovo și din anul 1955 se întoarce în Eparhia de Braničevo, în locurile natale și se pune la dispoziția episcopului Hrizostom, care îl numește ca egumen al mănăstirii Gornjak. De atunci preia duhovniceasca purtare de grijă a mănăstirii Vitovnica.
Este numit ca egumen al mănăstirii Vitovnica în anul 1962. 
Din cauza lipsei unui număr suficient de monahi și preoți, pentru perioade scurte deservește și la alte mănăstiri și parohii din cuprinsul eparhiei de Braničevo.
S-a mutat la Domnul în 2003. 
Din mărturiile credincioșilor a fost recunoscut ca un sfânt contemporan, iar mormântul lui de la mănăstirea Vitovnița este un loc unde se adună un mare număr de oameni pentru a-i cere ajutorul.

## Imagini

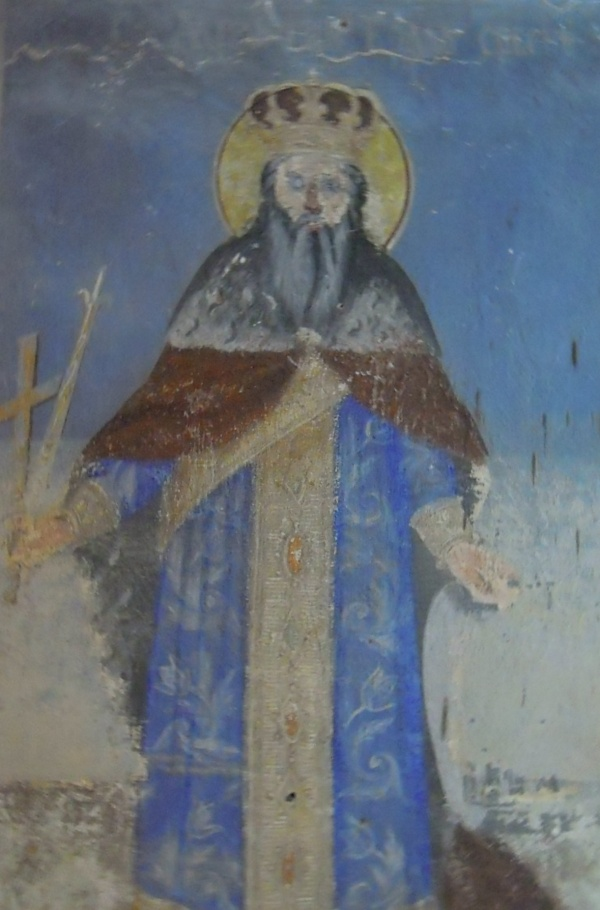
Fresca ctitorului în mӑnӑstirea Vitovnița - Sfântul rege Milutin
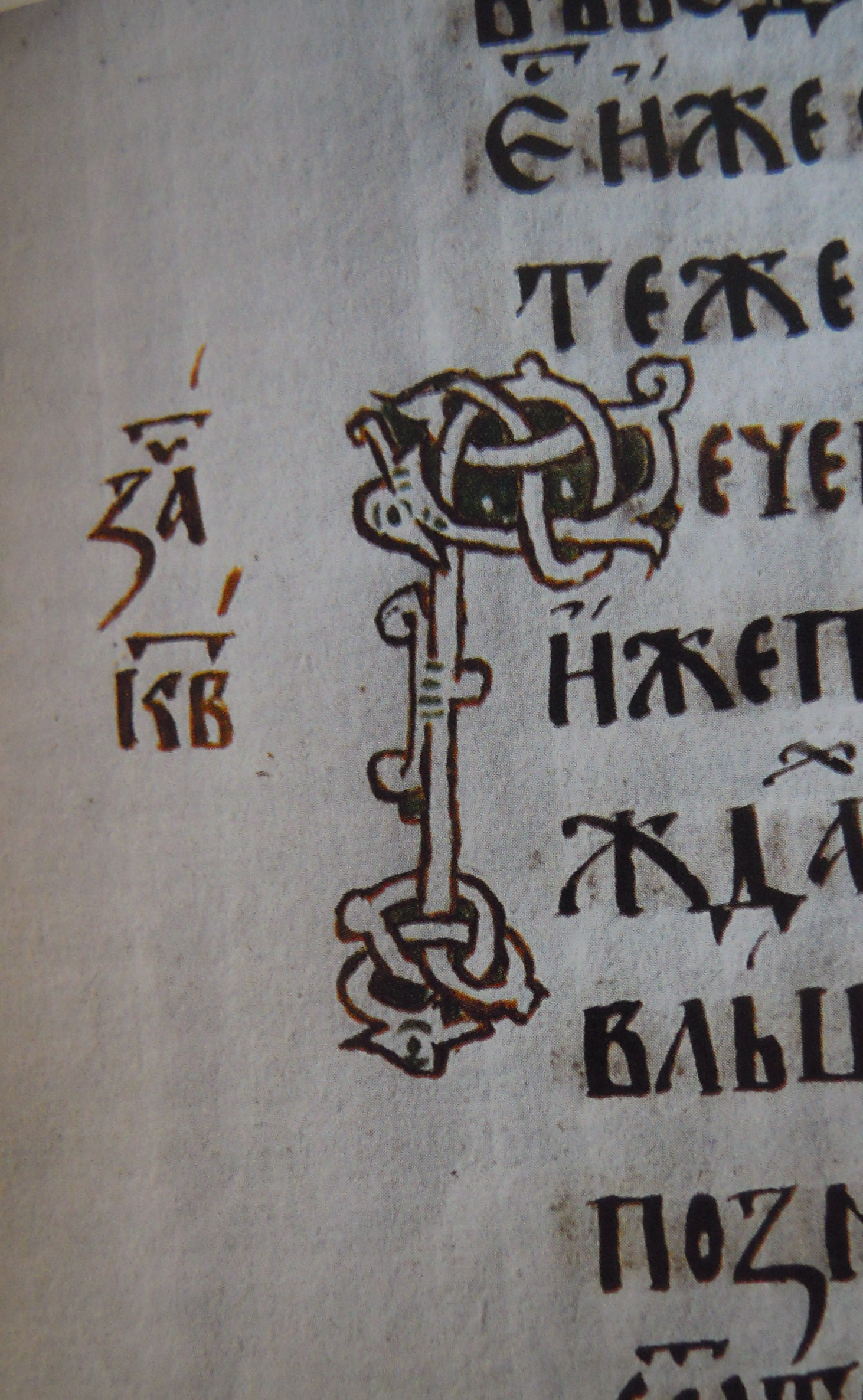
Evanghelia din Vitovnița, litera chirilică „R”
Arhimandritul Metodie, egumenul Vitovniței, pe foaia de titlu a primului număr al publicației Пчелар („Apicultorul”)
Sfântul Tadei de Vitovnița
Sfântul Tadei de Vitovnița
Sfântul Tadei de Vitovnița